# Elsa Barber
Elsa Esperanza Barber (Villa Cañás, 10 de junio de 1953) es una bibliotecaria y docente universitaria argentina. En la Biblioteca Nacional Mariano Moreno se desempeñó en el cargo de subdirectora (2007-2015, 2016-2018) y directora (enero-julio 2016, 2018-2020). Dirigió el Instituto de Investigaciones Bibliotecológicas (2015-2024) y hasta 2022 fue docente de la carrera de Bibliotecología y Ciencia de la Información de la Facultad de Filosofía y Letras de la Universidad de Buenos Aires. Entre 1993-2002 y 2005-2008 fue directora del Departamento de Bibliotecología y Ciencia de la Información de la Facultad de Filosofía y Letras de la Universidad de Buenos Aires. En la actualidad realiza trabajos de consultoría a nivel nacional e internacional, y es evaluadora nacional e internacional de proyectos de bibliotecas y de investigación.

## Primeros años
Fue la única hija de Marcos Barber Fernández (1913-1964) y de Elsa Bolatti Pagella (1922-2013). Su padre provenía de Navarra (España) y emigró a Buenos Aires a la edad de doce años con sus padres y su hermana en el barco “Infanta Isabel” procedente de Barcelona. Más tarde, se radicó en Villa Cañás (Santa Fe) donde comenzó su carrera en la parte contable del almacén de ramos generales más grande del pueblo. En 1947 participó de la fundación del Centro de Empleados de Comercio e Industria (adherido a la Confederación General del Trabajo). Fue su primer secretario general y al año siguiente fue nombrado delegado interventor ad-honorem por el Poder Ejecutivo de la provincia de Santa Fe de la comuna de Villa Cañás en el departamento de General López. Se casó con Elsa Bolatti Pagella que pertenecía a una familia tradicional de la localidad de Villa Cañás. De aquella relación nació Elsa el 10 de junio de 1953. De tener una infancia tranquila en el pueblo, en 1964 falleció su padre por lo que su madre, de profesión modista, pasó a convertirse en el sostén de la familia (integrada por su cuñada y su hija Elsa).
Al concluir sus estudios secundarios y tras realizar un test vocacional que le arrojó que debía estudiar Humanidades / Ciencias Sociales, Elsa aceptó la recomendación del destacado bibliotecario (y amigo de la familia) Omar Lino Benítez de iniciar la carrera de bibliotecaria en la Universidad de Buenos Aires (UBA). Fue por ello que en 1971 se muda junto a su madre y su tía a la Ciudad de Buenos Aires. Finalmente alcanza su ansiado título con el mejor promedio de su cohorte, recibe la medalla al mejor promedio por parte de ABGRA. Posteriormente obtiene los títulos de Licenciada en Bibliotecología y Documentación, Diploma de Posgrado en Documentación Digital y Magister en Documentación Digital (estos últimos en la Universidad Pompeu Fabra de Barcelona, España).

## Carrera profesional (1973-1989)
Su primer empleo como bibliotecaria comenzó a mediados de 1973 en el Centro de Documentación especializado en comercialización de frutas y hortalizas de la Corporación del Mercado Central de Buenos Aires, ocupando varios cargos, hasta 1985. Luego, entre 1985 y 1989 fue Directora de Documentación en la Sociedad Iberoamericana de Información Científica donde fue la responsable de coordinar un equipo multidisciplinario que se dedicaba a confeccionar índices bibliográficos para la actualización de médicos en diferentes especialidades. Desde 1989, tras ganar por concurso el cargo docente decidió dedicarse tiempo completo a la docencia universitaria.

## Carrera docente (1976-2022)
A partir del año 1976 inició su carrera docente como Ayudante de Segunda en el Departamento de Bibliotecología y Documentación de la Facultad de Filosofía y Letras de la Universidad de Buenos Aires. Luego de ocupar varios cargos, como ya se expresó, ganó por concurso en 1989 el cargo de  profesora asociada y años después es designada profesora titular interina, cargo que ocupó en las asignaturas de Servicios Técnicos en Unidades de Información y en Indización y condensación hasta su jubilación a mediados del año 2022.
Su desempeño académico es de gran compromiso para con la disciplina y además de haber ejercido la Dirección de la carrera, integra comisiones de trabajo, comités y otros, en la Facultad y representando a la misma en el ámbito de otras universidades nacionales, regionales e internacionales.
Realizó a lo largo de su carrera un importante número de asesorías, visitas académicas y de investigación, así como también brindó cursos de perfeccionamiento en el país, en la región y en el exterior. Integra Jurados de concursos en universidades del país y del exterior, es evaluadora de proyectos de investigación a nivel nacional e internacional.

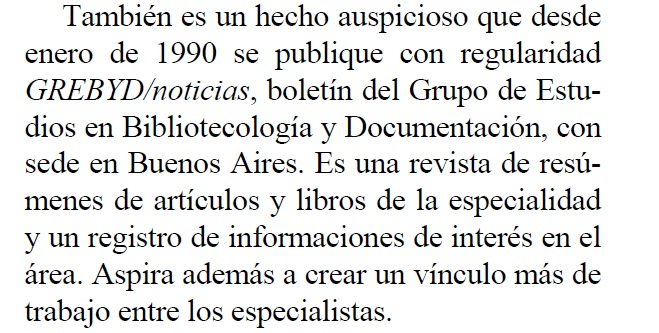
Josefa E. Sabor (1998 : p. 25) destacando el aporte de GREBYD/Noticias

En enero de 1990 creó el Grupo de Estudios en Bibliotecología y Documentación (GREBYD) que estuvo activo hasta 2007. El mismo se dedicó a brindar cursos de actualización profesional a cargo de profesionales nacionales e internacionales, a la vez que editó su famoso boletín "GREBYD/Noticias" el cual recibió el reconocimiento de Josefa E. Sabor. Fue directora de un Boletín de Actualización Permanente para Bibliotecarios. Se suscribieron a un importante número de revistas de la especialidad a la que no se tenía acceso, generaron resúmenes y los bibliotecarios se suscribían. Esto se llevó a cabo entre 1990 y 2002. Tradujeron libros de la especialidad (Lancaster, Byrne, See Yee). También publicaron autores nacionales. Dictaron cursos de la disciplina con especialistas de universidades del país y de Cuba, México, Costa Rica, España, Brasil. Temáticas de punta en ese momento: Introducción a la catalogación MARC, Gestión de calidad total con énfasis en benchmarking, Reingeniería, Informatización bibliotecaria, Administración de recursos humanos, Planeamiento estratégico, Catalogación de documentos electrónicos, Control de autoridades, Designación de contenidos MARC 21 presencial y a distancia entre otros. Se trató de llevar adelante lo que ni la Facultad, ni las Asociaciones de Bibliotecarios proporcionaban en aquellos años.

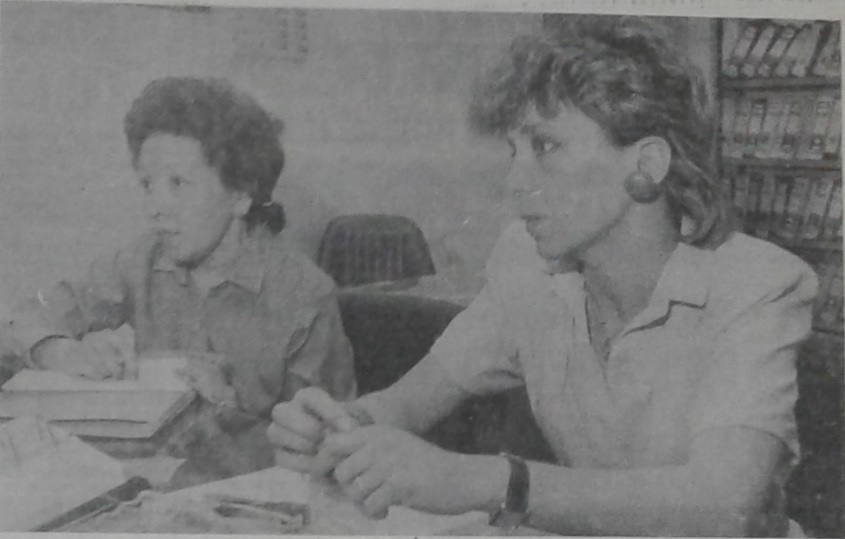
Elsa Barber dictando Bibliotecología en la Universidad Nacional de Salta

A lo largo de su carrera obtuvo tres becas: participó del Programa para Líderes del Servicio Informativo y Cultural (USIS) de la Embajada de Estados Unidos de América para visitar instituciones académicas y de investigación y establecer vínculos con colegas estadounidenses vinculados con la profesión. Fue coordinadora del Programa entre la Universidad de Texas en Austin y la Universidad de Buenos Aires, con el apoyo financiero de la Fundación Antorchas, de una pasantía de dos semanas en la Faculty of Library and Information Science de la universidad norteamericana. Esto fue para evaluar el programa que se llevó adelante entre ambas instituciones al finalizar el mismo. Por último, recibió un subsidio otorgado por la Fundación Antorchas para realizar una investigación en el acervo de la Library of Congress, Washington D. C..
Es directora de tesis doctorales, de maestría, de licenciatura en Bibliotecología y Ciencia de la Información, y es tutora pedagógica de prácticas profesionales y de trabajos de campo en la homónima carrera.

## Gestión

### Directora de Departamento (diciembre de 1993–mayo 2002, 2005-marzo 2009)
Como sucede al interior de la Facultad de Filosofía y Letras de la UBA, desde 1958 las carreras se enmarcan dentro de su Departamento homónimo, dirigido por un/a director/a junto a una Junta Departamental que es un órgano de cogobierno conformado por representantes del claustro de profesores, graduados y estudiantes.
La entrada de Elsa E. Barber a la dirección de la carrera se enmarca dentro de un contexto particular de la Facultad. La vuelta de la democracia en diciembre de 1983 trajo como consecuencia en 1984 la normalización de la Universidad, y en particular de la Facultad. En medio del decanato de Norberto Rodríguez Bustamante, las Juntas Departamentales vuelven a conformarse tras años de proscripción. En Bibliotecología y Documentación, la dirección de Roberto Cagnoli (1984-1990) presenció la normalización de las Juntas en el año 1988 cuando se realizaron las elecciones. Allí, Elsa Barber fue elegida representante del claustro de profesores  continuando durante la dirección de Susana Romanos de Tiratel para los periodos 1990-1991, 1991-1992, y 1993. A fines de 1993 comienza a reemplazar a la directora de aquel entonces, para ser elegida como candidata a partir de diciembre de 1994. En ese sentido, Elsa Barber ejerció la dirección de la carrera durante dos períodos: de diciembre de 1993 a mayo de 2002 y luego desde 2005 a marzo de 2009, siempre electa en la Junta Departamental por unanimidad de los claustros de profesores, graduados y estudiantes. En los periodos en los que no presidió se mantuvo como representante de la junta hasta el año 2014 inclusive.
Ni bien comenzó la dirección, fue becada por el Programa para Líderes en el ámbito del Servicio Informativo y Cultural de la Embajada de los Estados Unidos para conocer un número importante de escuelas de Bibliotecología de dicho país, experiencia que le generó insumos para aportar en su disciplina al interior de la Junta Departamental. Entre otros, en los primeros años gestionó con el aval del Consejo Directivo de la Facultad un convenio con el Centro Universitario de Investigaciones Bibliotecológicas (CUIB) de la Universidad Nacional Autónoma de México (UNAM) para estrechar lazos entre la educación y la investigación. Durante esos años también trabajó en la Junta Departamental para la incorporación a la carrera de la UBA de egresados de instituciones terciarias no universitarias para concluir sus estudios de licenciados en esta universidad. Eso se logra por resolución del Consejo Directivo de la Facultad y luego el Consejo Superior de la Universidad. También, y a solicitud del Decano se incrementó la cantidad de estudiantes que ingresaron a la carrera, hecho inédito que no volvió a repetirse.  Asimismo, en esos años participó del Programa Alfa (intercambio Unión Europea-América Latina) y trabajó sobre evaluación de los estudios de Bibliotecología y Documentación en América Latina, formándola sin dudas en lo concerniente al interior del Departamento de Bibliotecología de la UBA.
Entre 1997-2000 el Departamento de Bibliotecología de la UBA alcanzó importantes progresos para la época gracias a los acuerdos alcanzados con la Fundación Antorchas. El mismo fue un acuerdo que se hizo bajo la coordinación del departamento, entre el decano de la Facultad de Filosofía y Letras de la UBA, y el decano de la Escuela de Bibliotecología y Ciencias de la Información de la Universidad de Texas en Austin. Se contó con el financiamiento externo de Fundación Antorchas con el fin de fortalecer la carrera de Bibliotecología de la UBA. El programa acordado consistió en un  intercambio de profesores de Bibliotecología de la UBA que viajaron a Austin durante una semana a observar y aprender nuevas metodologías de enseñanza en la materia equivalente que ellos dictaban, y luego viajaban docentes de Austin por una semana y se insertaban en las clases de las materias  semejantes. También se adquirió material bibliográfico para las diferentes materias de la carrera y luego de efectuada la compra se donó a la Biblioteca Central de la Facultad. Se obtuvieron becas para que graduados de la carrera realizaran un posgrado en la universidad norteamericana.
Otra innovación que Barber gestionó a través de la Fundación Antorchas fue la construcción de los laboratorios de preservación y conservación para fines educativos en el quinto piso, de la Facultad de Filosofía y Letras de la Universidad de Buenos Aires, y también un laboratorio de informática, en el cuarto piso, propio para la carrera. Al contar con éste, se consiguió por un convenio con OCLC, el uso de FirstSearch y CatCd hoy Worldcat, sin costo para fines educativos.
Asimismo, este fue el período donde se empezó a pensar desde el Departamento en un cambio de plan por lo que junto a Susana Romanos de Tiratel bosquejaron un borrador de plan de estudios poniéndolo a discusión al interior de la Junta Departamental para que se discuta entre sus claustros. Finalmente, en 1999, con consenso y resoluciones del Consejo Directivo y Consejo Superior, se alcanzó el cambio de plan, su implementación a partir de 2001 y es el que está actualmente vigente.
En esos años, además, se planeó la elaboración de una maestría que, si bien en la época hubiese sido un gran paso hacia el posgrado, quedó como un expediente. Esta idea de la Maestría fue algo pendiente para Barber, de modo que se retoma el tema en 2012, mientras fue Subdirectora de la Biblioteca Nacional. En ese momento trabajó junto con Silvia Pisano, aprobándose en 2013 y recibiendo a su primera cohorte en los años 2014-2015. Esto fue posible por un convenio entre la Facultad de Filosofía y Letras y la Biblioteca Nacional. Desde 2016 la baja matrícula y la propuesta de la Facultad de que el dictado sea a distancia obligó a reformular la maestría lo que llevó a su discontinuidad hasta la fecha.
Otra dimensión de acción que tomó el Departamento durante esta primera época de Barber fueron los congresos regionales de las escuelas de Bibliotecología. En 1996, tras la iniciativa de Jussara Pereira Santos e Iara Betancourt Neves, en ese momento la presidenta y la secretaria ejecutiva de la Asociación Brasileña para la Enseñanza de la Bibliotecología y la Documentación (ABEBD), y la Directora del Departamento, Elsa Barber; comienzan los encuentros de la disciplina de las carreras del Mercosur. Se conformaron así los Encuentro de Directores y los Encuentro de Docentes de Escuelas de Bibliotecología y Ciencia de la Información del Mercosur, aun en vigencia. Este impulso regional obligó a realizar reuniones nacionales entre las carreras universitarias del país, a modo de elaborar un informe para llevar a las reuniones a nivel regional.
Estas reuniones también tuvieron su versión iberoamericana con la Asociación de Educación e Investigación en Bibliotecología, Archivología, Ciencias de la Información y Documentación de Iberoamérica y el Caribe (EDIBCIC) rebautizada en 2008 como EDICIC (Asociación de Educación e Investigación en Ciencia de la Información de Iberoamérica y el Caribe). En los comienzos de EDIBCIC, Barber se comprometió de lleno con los estatutos, los reglamentos e incluso fue presidenta durante el periodo 2000-2001.
Durante todos esos años, se dictaron Cursos de Posgrado de actualización permanente en aquellos temas que se consideraba era necesario enriquecer a los graduados. Los mismos fueron dictados por profesores del país y del exterior. Por ejemplo, temáticas tales como: Elementos de estadística aplicada a la Bibliotecología, Técnicas cuantitativas en la investigación bibliotecológica, Una aproximación a la teoría bibliotecológica informativa, Procesamiento de textos, enfoque psicolinguístico, entre otros.
El fin de la convertibilidad en diciembre de 2001 ocasionó el fin de una época en la historia de la República Argentina, fenómeno que tomó cuerpo en el cambio de gobierno a nivel nacional y en particular en los cuerpos directivos. Bibliotecología no fue un caso ajeno y es por eso que Elsa Barber decide finalizar su periodo con antelación para mayo de 2002.
En los años en que no fue directora del Departamento, entre 2002 y 2004, estuvo dictando clases en el ISET, de Rosario, y también en el Postítulo que se creó en la Universidad Nacional de Rosario y por su intermedio varios profesores de la UBA  viajaron a esa ciudad durante esos años.
No obstante, debido a la falta de reemplazantes para el cargo, debe volver a ocupar el cargo de directora para el periodo 2005-2006 y 2007-2008. Este segundo momento fue de menos esplendor que en el pasado, dio continuidad a muchas de las actividades que había iniciado durante su primer período, se destacó el intento sin éxito, por cuestiones económicas, de conseguir un convenio con la Simmons College (hoy Simmons University) para que profesores viajaran a UBA a dar cursos de posgrado y que estudiantes de la UBA puedan estudiar en Boston. Participó, entre otras actividades, como consultora para el diseño de una Maestría en Ciencia de la Información y Bibliotecología en una universidad de Honduras, maestría que se implementó y está en funcionamiento.
Elsa Barber finalizó su mandato en marzo de 2009 para dedicarse de lleno a la Subdirección de la Biblioteca Nacional.

### Biblioteca Nacional (2007-2020)
El 27 de diciembre de 2006 Horacio Tarcus renunció al cargo de Subdirector de la Biblioteca Nacional con un texto que denunciaba graves deficiencias en la gestión. Advirtió que "este año se registró una caída del 20% en las consultas de los usuarios y que se mantiene una influencia de sectores gremiales en la selección del personal contratado en la Biblioteca, entre otros cuestionamientos". Asimismo, denunció que el director Horacio González había priorizado la asignación de recursos hacia un perfil de difusión cultural, en detrimento de la investigación y la modernización de la biblioteca incluida la informatización, resistida por González. A su vez, Tarcus señaló en su carta de renuncia que de los cuatrocientos cincuenta empleados solo cincuenta eran bibliotecarios y el 75% del personal no tiene calificación profesional para trabajar en la Biblioteca. Esta polémica puso a la Biblioteca Nacional en el foco del debate, interviniendo sectores de la cultura para apoyar a Tarcus y de los bibliotecarios agrupados en ABGRA (Asociación de Bibliotecarios Graduados de la República Argentina). Horacio González salió a desmentir los dichos de Tarcus y planteó su objetivo de restablecer los vínculos con donantes y editores, visibilizar el patrimonio a través de la informatización de su acervo y acercarse a los lectores e investigadores. Sin embargo, la Sindicatura General de la Nación (SIGEN) a cargo de Claudio Moroni dio a conocer el informe de gestión de octubre del 2005 acerca de "la carencia de un registro actualizado de los bienes culturales, los débiles controles en los procedimientos que aseguren su custodia y acrecentamiento y las deficiencias en las condiciones para la conservación". En este contexto Elsa Barber es designada Subdirectora el 12 de enero de 2007. Si bien siempre se consideró crítica respecto de la institución, aceptó este desafío porque consideraba que los bibliotecarios deben ocupar los cargos de gestión, sumado a que ABGRA se encontraba en ese momento reclamando que el cargo sea otorgado a un/a profesional de carrera.

##### Subdirectora (2007-2015)
Los desafíos entre 2007 y 2015 que tuvo Barber desde la Subdirección fueron fundamentalmente informatizar los procesos bibliotecarios, profesionalizar a los recursos humanos de la biblioteca para poder informatizar, adquirir un Sistema Integrado de Gestión Bibliotecaria (SIGB) por licitación y realizar el llamado a concurso del cargo de dirección técnica. Este cargo era importante que se concurse pues aseguraba una estabilidad en el cargo ya que ésta no se daba en el caso de los cargos superiores (los de director y subdirector, respectivamente). Al ser estos cargos políticos la continuidad de los objetivos era inestable dentro de la institución. Entre 2007 y 2009 Barber ejerció el cargo de Directora Técnica Bibliotecológica ad-honorem. Finalmente se sustancia el concurso en el año 2009. Mientras Barber ejerció la Dirección Técnica Bibliotecológica, en forma paralela al llamado a concurso se realizó un inmenso trabajo para elaborar el pliego que condujo al llamado a licitación pública nacional e internacional del SIGB. Así, en 2010 Horacio González adjudica, con reticencias, la licitación al Grupo Sistemas Lógicos (hoy Proquest) por aquel entonces distribuidor del sistema ALEPH que es un software comercial. Otro objetivo realizado por Barber fue la reapertura del departamento de procesos técnicos y la unificación de las distintas bases de datos que existían en la biblioteca para conformar el catálogo de la Biblioteca Nacional, y se gestionó el  OPEN OPAC como paso previo a la migración al SIGB. Se capacitó al personal, se adquirió el hardware y el software, se realizó el acondicionamiento edilicio, cableado y rediseño del sector de procesos técnicos, sistemas y dirección técnica bibliotecológica, entre otros.

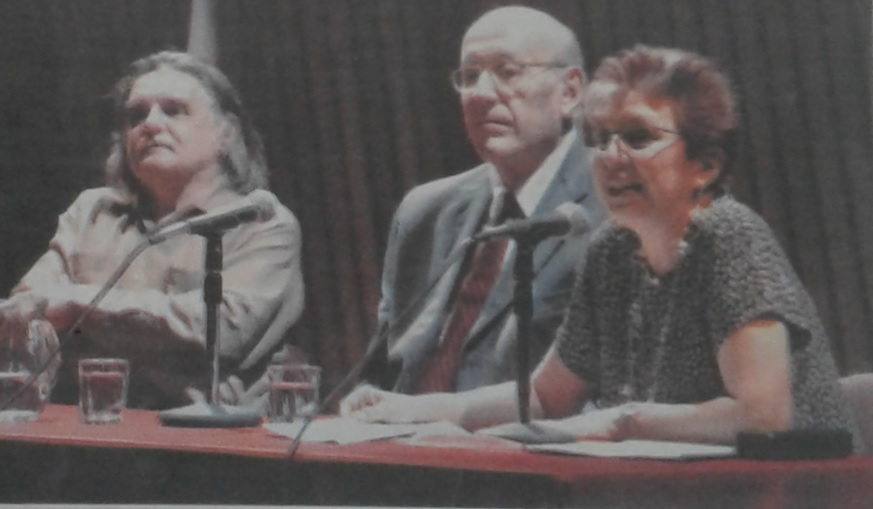
Horacio González y el secretario de cultura José Nun presentan a Elsa Barber como subdirectora.

A partir de 2010 la Subdirección se encargó junto a la Dirección Técnica de trabajar sobre todos los procesos requeridos para la implementación del SIGB; se buscó un financiamiento externo del mismo gobierno nacional para la climatización de los depósitos; se trabajó sobre un plan de reacondicionamiento y limpieza de depósitos; preservación y conservación de objetos culturales; seguridad (equipos antihurto, tiras de seguridad y cinta protectora); adquisiciones (qué estaban haciendo y cómo); sellado; procesos técnicos (políticas de catalogación); microfilmación de las colecciones; digitalización de las colecciones de Tesoro, Partituras, Fotografías; se elaboró e implementó una Maestría en Bibliotecología y Ciencia de la Información en convenio con la Facultad de Filosofía y Letras; se gestó una Diplomatura en encuadernación de libros con la misma Facultad; se participó de comisiones sobre Sistema Nacional / Federal convocada por CONABIP; de la comisión sobre Tecnicatura Superior en Bibliotecología del Ministerio de Educación de la Nación; se creó el grupo de estudio RDA (Resource: Description and Access) 2012-2015; se impulsaron acuerdos internacionales como: Biblioteca Digital Pedro de Angelis, con la Fundación Biblioteca Nacional de Brasil, la Biblioteca Digital Mundial con la Biblioteca del Congreso de los Estados Unidos, la Biblioteca Digital del Patrimonio Iberoamericano dentro del marco de la Asociación de Bibliotecas Nacionales de Iberoamérica y el Caribe (ABINIA); se fomentaron acuerdos nacionales; se difundieron las actividades bibliotecológicas; se organizaron eventos en diferentes temáticas: libro antiguo y raro, catalogadores, preservación y conservación, colectividades entre otros.
Durante este período, Barber no tuvo participación ni en la gestión cultural ni administrativa de la biblioteca, el Director lo manejó con su personal de confianza.
El triunfo de Mauricio Macri en 2015 implicó el fin de la gestión de Horacio González y de Elsa Barber. Fue por ello que durante el acto de despedida Barber solicitó a los empleados de la Biblioteca lo siguiente:
“hay que continuar con el trabajo que se ha venido realizando. Se dice que la
política cultural de la biblioteca se destaca, no tengo dudas de que es así
pero tampoco tengo dudas que la política bibliotecológica que se ha llevado
adelante tiene el reconocimiento de la comunidad bibliotecológica del país, de la región y del mundo. La biblioteca se instaló en el quehacer diario del ámbito bibliotecario: todos observan qué hacemos cómo lo hacemos así en conjunto y entre todos la hemos llevado al liderazgo”.
Si bien en Argentina el cargo de Director de la Biblioteca Nacional es elegido por el gobierno de turno, la situación de Elsa Barber como Subdirectora no era tan clara. Desde la Asociación de Bibliotecarios Graduados de la República Argentina (ABGRA) elevaron un petitorio al nuevo Ministro de Cultura, con adhesión de la comunidad bibliotecaria, solicitando la continuidad de Barber en el cargo de Subdirectora. El día que Barber presentó su renuncia al Ministro junto con su informe de gestión entre los años 2007-2015, le propuso que continúe en el cargo acompañando al nuevo Director Alberto Manguel, que se encontraba en el extranjero hasta julio. Una de las razones que la llevó a continuar fue el temor a la discontinuidad de todo lo realizado hasta ese momento.

##### Directora interina (2016)

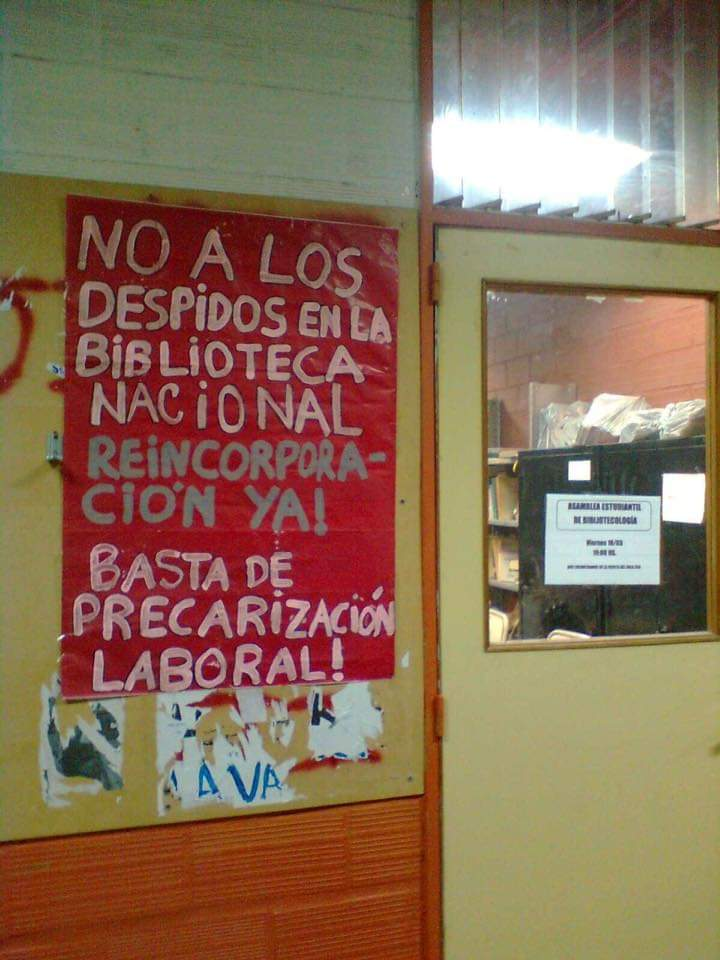
Cartel de estudiantes de Bibliotecología y Ciencia de la Información (FFyL-UBA) contra los despidos en la Biblioteca Nacional. Abril 2016.

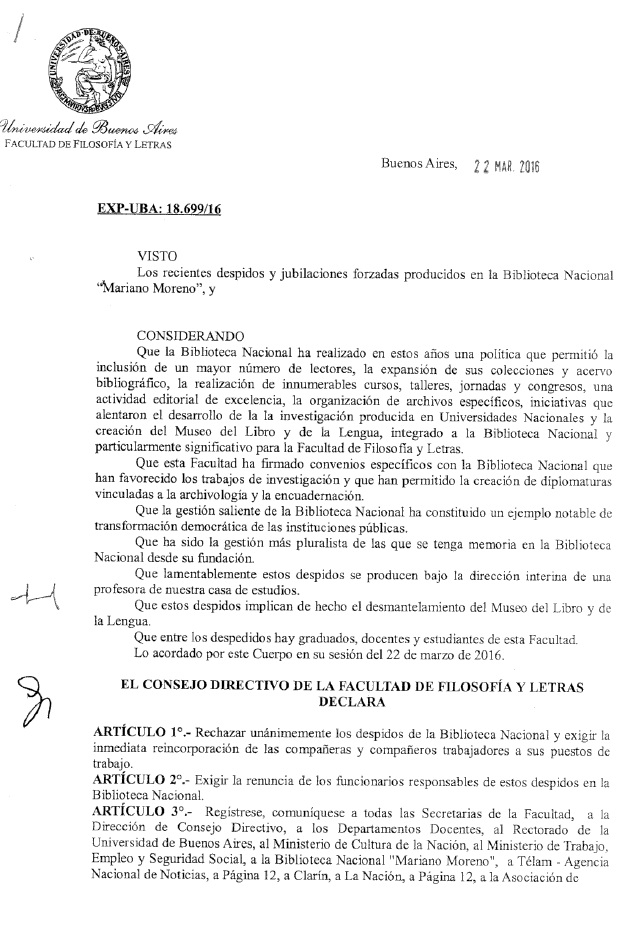
Declaración del Consejo Directivo (FFyL-UBA) contra los despidos en la Biblioteca Nacional (Declaración n° 3)

Durante el período de enero a julio de 2016 Barber fue Directora Interina de la Biblioteca Nacional. Era una época signada por los despidos que inició el Gobierno de Macri hacia el personal del Estado que no se encontraba en planta permanente. En el caso de la Biblioteca Nacional en marzo de 2016 se produjeron 240 desvinculaciones hecho que tuvo a Barber como ejecutante y que disparó mucha controversia. El origen de la situación comenzó con el estudio que realizó el Ministerio de Modernización en torno a que si en 2007 el plantel laboral alcanzaba 400 empleados, a fines de 2015 eran 1052 se solicitaba que se redujera a 660. Los principales motivos de las desvinculaciones fueron jubilaciones, incompatibilidades, inasistencias injustificadas. También se produjeron renuncias de personal que se iba a vivir al exterior.
Los reclamos se llegaron a un punto tal que se logró que se reincorporen a 131 empleados de los 240 iniciales.
En el área cultural se le dio continuidad a lo que había dejado la gestión de González con Grímson como Director de Cultura de modo que se empezaron a hacer las muestras y las actividades que tenían programadas. En la Dirección Técnica Bibliotecológica se dio continuidad a lo que se venía realizando. Se esperaba la llegada del Director Alberto Manguel.

##### Subdirectora (julio 2016–julio 2018)

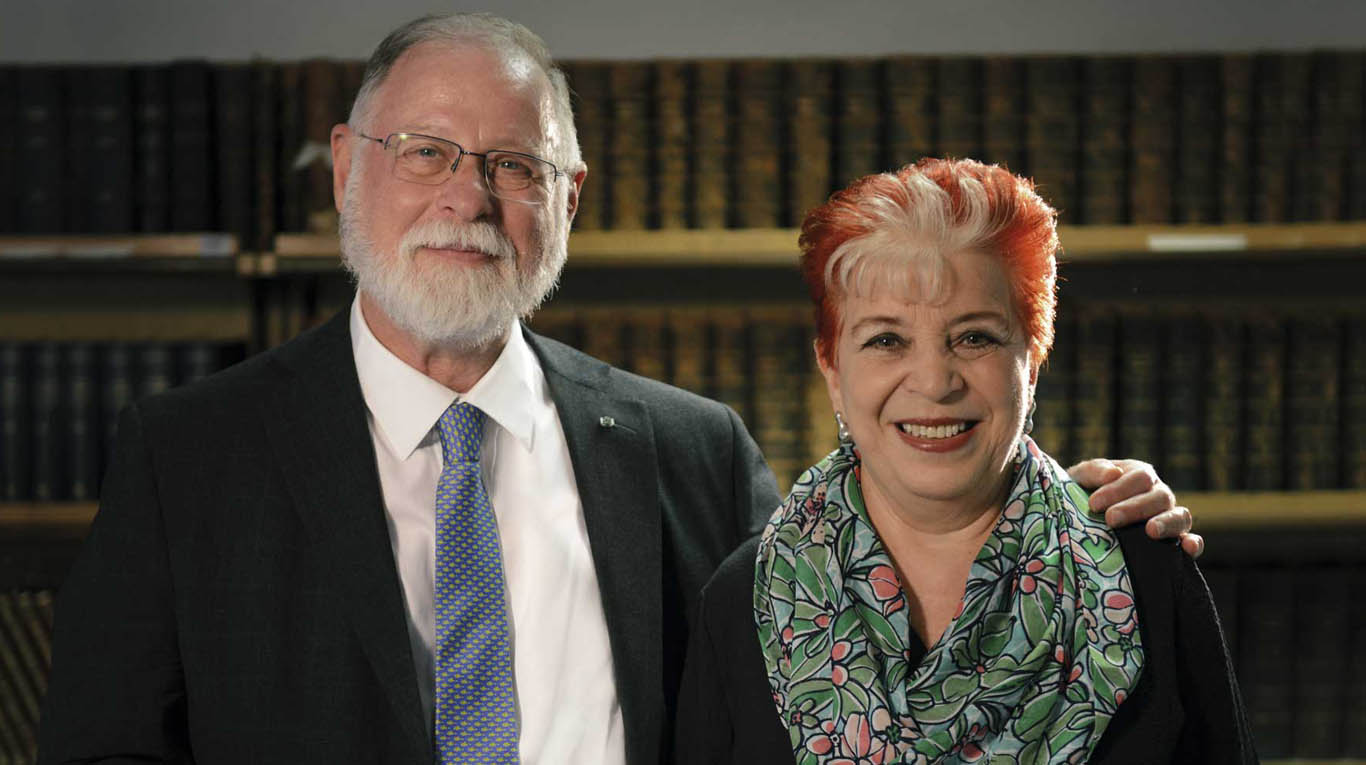
Gestión de Alberto Manguel y Elsa Barber en 2016-2018

En julio de 2016 asumió Manguel como director y Elsa Barber continuó como subdirectora. Fue un momento diferente, con menos presupuesto que en la gestión González. Se caracterizó por el trabajo en equipo a la hora de tomar las decisiones. En este período de gestión Manguel / Barber, una de las preocupaciones fue incrementar el desarrollo de la colección mediante donaciones, lograr que las bibliotecas de personalidades de diferentes disciplinas quedaran en el país y no se fuesen al extranjero. Se buscó financiamiento externo para adquirir la biblioteca de Bioy Casares y Silvina Ocampo y que luego fuera donada a la Biblioteca Nacional, la donación de la biblioteca personal de José Emilio Burucúa, de Roberto Juarroz, el archivo personal Etchegoyen, Baranger, Alfonsín, biblioteca Sarasola, biblioteca del Museo de la Casa Rosada, por mencionar algunas; se firmaron acuerdos con organismos nacionales con el fin de que las obras de autores locales de las provincias se envíen a la biblioteca y con otras instituciones; se firmaron acuerdos con organismos internacionales, fundamentalmente con bibliotecas nacionales del mundo; se solicitó un plan de catalogación 2017-2019; un plan de digitalización 2017-2019; se enfatizó en conocer la cantidad de usuarios que asistían a la biblioteca; se efectuó el rediseño del catálogo en línea de la biblioteca y el sitio Web de la misma; se llevó adelante el concurso de becas, a través del Fondo Nacional de las Artes, para que bibliotecarios del interior del país pudieran asistir a la biblioteca para hacer una pasantía de un mes; se lanzó un proyecto de capacitaciones en vivo vía streaming para bibliotecarios; se continuó con el tema de RDA: se decidió hacer la traducción al castellano del manual de entrenamiento que usó la biblioteca del Congreso de los Estados Unidos para capacitar a su propio personal. Más tarde, este proyecto de traducción se presentó en ABINIA (Asociación de Estados Iberoamericanos para el Desarrollo de las Bibliotecas Nacionales de Iberoamérica) con miras a lograr un trabajo cooperativo mediante la adhesión de otras bibliotecas nacionales.  Se sumaron España, Colombia y Chile. Se capacitó a los bibliotecarios in situ sobre RDA y metadatos y catalogación descriptiva con RDA. En agosto de 2019  la Biblioteca Nacional se suma al Proyecto VIAF (Fichero de Autoridades Virtual Internacional). Se dio continuidad a los encuentros nacionales de catalogadores. En 2017 se comenzó a trabajar en una reingeniería de la Escuela Nacional de Bibliotecarios y se designó a fines de ese año Directora de la misma. Entre otras actividades, se comenzó a pensar desde la Subdirección un nuevo plan de estudios: Tecnicatura Superior en Bibliotecología (plan vigente desde 2020). En ABINIA, la Subdirección comenzó a participar en el año 2016, a partir del momento que se presentó el proyecto sobre RDA citado. Se gestó el Grupo de Trabajo RDA para América Latina y el Caribe, 2018-2019, creación y dirección a cargo de la Biblioteca Nacional de Argentina, bajo la órbita de ABINIA. Se realizó una encuesta sobre el estado de situación de RDA en las Bibliotecas Nacionales de América Latina e Iberoamérica. En la Asamblea General de 2019 la BN de Argentina es elegida para formar parte del Consejo Directivo de la Asociación 2019-2021, hecho inédito en la historia de la biblioteca. Dado que la biblioteca no contó con un plan estratégico y esto se marcaba en las auditorías, Barber inició un expediente que contenía un primer borrador con objetivos, ejes estratégicos e indicadores. En diciembre de 2017 se presentó un Proyecto de Digitalización del Acervo de la Biblioteca Nacional, luego de un gran trabajo, en FONPLATA (Fondo Financiero para el Desarrollo de la Cuenca del Plata) y se solicitó un financiamiento externo por 7.000.000 de dólares. Luego de varias visitas, reuniones, y otros, en octubre de 2018 se aprueba el proyecto. Se trabajó en el armado de los pliegos para los procesos licitatorios entre subdirección y diversas áreas de dirección, Dirección Nacional de Coordinación Bibliotecológica, Dirección General de Coordinación Administrativa. Se trata del financiamiento para la adquisición de equipamiento para la digitalización. Se realizó la publicación de la comparación de precios 1/2019 para uno de los trabajos a realizar pero sin suerte, se estaba a fines de 2019 y la situación política no ayudó.

##### Directora (agosto 2018–enero 2020)
La renuncia de Alberto Manguel en julio de 2018 hizo que Barber fuera designada Directora. Se convirtió así en la primera mujer y bibliotecaria de carrera en ser directora de la institución. Entre los proyectos que llevó adelante, además de dar continuidad a lo iniciado en 2016, tuvo a la Subdirección como principal ejecutora junto con el personal de la biblioteca de los diferentes sectores.
Así, se participó por primera vez, en el plan de federalización de la biblioteca, en la Asamblea General del Consejo Federal de Cultura a principios de 2019; se lanzó  RODNA (Registro Nacional de Objetos digitales) que permite brindar a los distintos tipos de bibliotecas, universidades, archivos y otros centros de documentación de todo el país una plataforma donde publicar los recursos digitales de libre acceso para la consulta en línea de los mismos; se llevaron adelante Muestras Digitales, con el fin de que las que se exponen en el edificio de la biblioteca puedan llegar a más público. Un equipo integrado por personal de diferentes sectores de la institución trabajó sobre las exposiciones: “A todo Patoruzú” y “La experiencia cubana”. Se accede a ellas a través de la página Web y en ese momento se había pensado en continuar con “Emancipadxs” y “Al Pie de la Letra” (que estaba en el Museo del Libro y de la Lengua); se dio impulso a lo que luego se convirtió en el texto del proyecto de ley que modifica el artículo 36 de su similar 11.723 e implementa el Tratado de Marrakech para facilitar el acceso a las obras publicadas a personas ciegas, con discapacidad visual u otras dificultades para acceder al texto impreso, se establece que la Biblioteca Nacional estará a cargo de llevar adelante el repertorio nacional de obras en formato accesible. Se estaba trabajando en conjunto con el CERLALC acerca del software que se utilizaría para llevar adelante dicho repertorio. El proyecto contó con media sanción del Senado y fue aprobado por la Cámara de Diputados durante 2020; se continuó con la Diplomatura en Encuadernación de Libros, por convenio entre la Biblioteca Nacional y la Facultad de Filosofía y Letras y se trabajó sobre la Agenda 2030, Objetivos de Desarrollo Sostenible de Naciones Unidas. Para ello se creó un grupo de trabajo sobre bibliotecas y agenda 2030. Se convocó a los principales actores del campo de bibliotecas argentino para trabajar sobre buenas prácticas y ejemplos que contribuyan a conocer un estado de situación de las bibliotecas del país con relación a la implementación de los ODS de Naciones Unidas.
En lo concerniente a la gestión cultural se realizaron entre 2016 y 2019: 63 muestras en las diferentes salas de la biblioteca, 107 talleres de expresión y formación lectora, 84 muestras itinerantes, 23 becas de investigación. En conjunto con el Museo Nacional de Bellas Artes se llevó adelante el Proyecto Warburg 2019. Se generó también la fiebre del libro que fue un espacio para promover el libro, la lectura y la actividad de entidades, instituciones y empresas que se dedican a la edición. En esos años participaron entre ochenta y noventa editoriales por año en el evento.
Se realizaron actividades en el Centro de Documentación y Estudios Jorge Luis Borges, en el Centro de Historia del Psicoanálisis, en el Centro de Lectura Infantil y Juvenil, en el Centro de Historieta y Humor Gráfico Argentinos, en el Centro de Narrativa Policial, en el Programa de Derechos humanos entre otros
Durante esta gestión se detuvo la publicación de libros por cuestiones presupuestarias, se editaron catálogos de cada una de las muestras de forma impresa y digital, se inició la publicación en papel de la revista Cuadernos de la BN y se mantuvo hasta el final de la gestión.

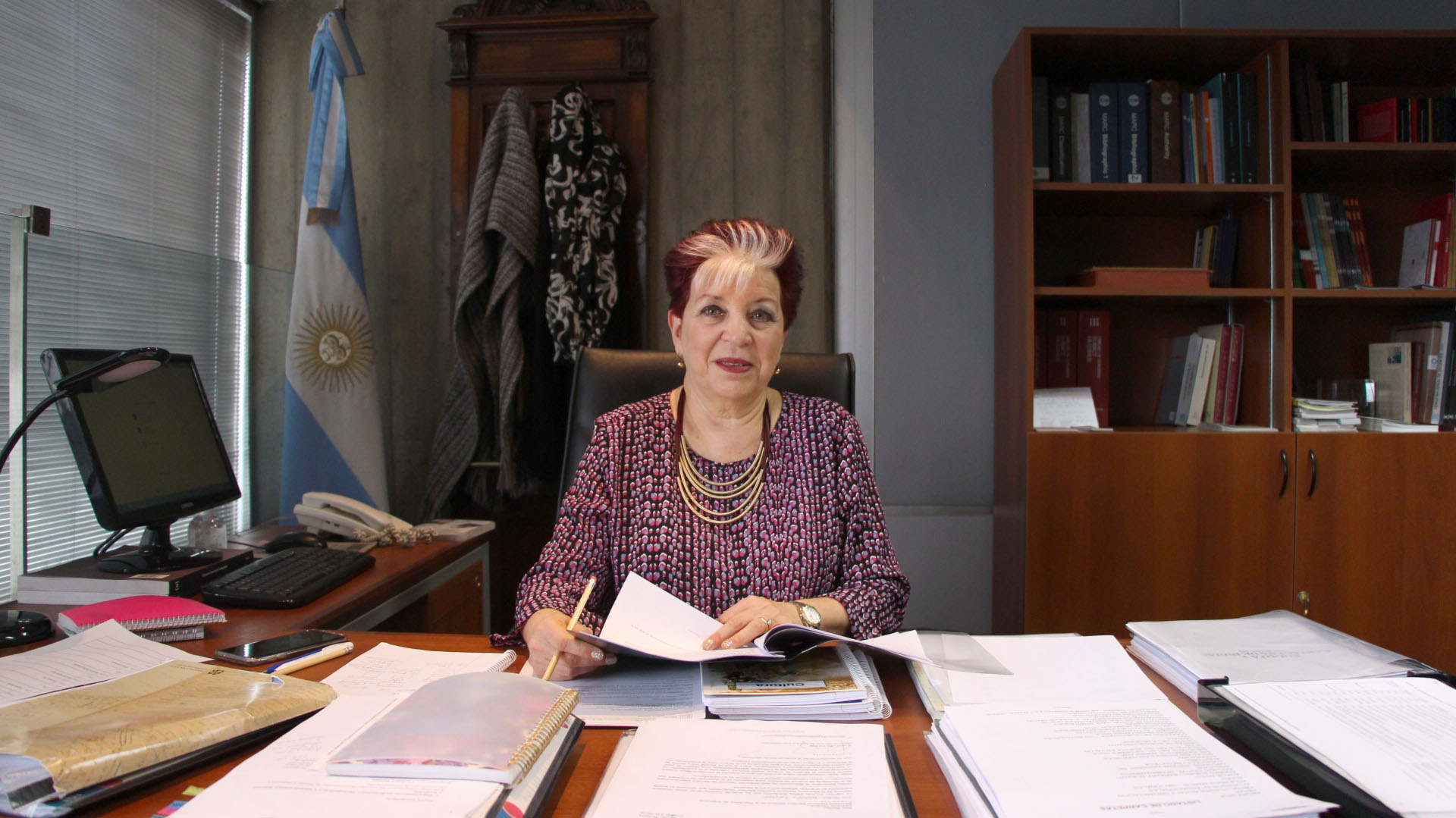
Elsa Barber como directora de la Biblioteca Nacional.

Acerca de la gestión administrativa se presentó un gran desafío que fue buscar el equilibrio entre lo cultural y lo bibliotecológico, pero por sobre todo conocer qué situación administrativa tenía la biblioteca. Ahí fue muy importante tener un diagnóstico de qué se recibía para luego dejar una síntesis de lo comenzado a realizar en el período 2018-2019. En ese informe se citan datos que se vinculan a todas las direcciones que precedieron a ésta y a partir de ahí se trató de comenzar a corregir. Se mencionan: servicios que se pagaban sin orden de compra, se utilizaba la figura de reconocimiento de gastos (como urgencia); facturas por cantidades mayores a los bienes que se entregaban; imposición de requisitos innecesarios en las licitaciones; ningún seguro contaba con orden de compra vigente, ni existía un contrato administrativo con las compañías; se compró una camioneta por leasing pero no se había realizado la transferencia; se daba poca o nula importancia a servicios básicos de seguridad e higiene en el organismo; se tuvo una pérdida de gas y no se podía encender la caldera por el riesgo que ello podía provocar; se compraron insumos de primeros auxilios que no se compraban hacía cinco años; se tuvo una filtración en el Museo del Libro y de la Lengua (se realizaron los trabajos entre personal de la biblioteca y Aysa y se estaban tramitando los insumos para reacondicionar esos espacios); se investigó la concesión de los estacionamientos propiedad de la biblioteca (se revocaron los contratos de concesiones suscriptos con las firmas por la explotación comercial de las playas de estacionamiento por encontrarse afectados de nulidad absoluta, hecho inédito ya que ninguna dirección lo había hecho); se comenzó a trabajar en la regularización dominial del predio; en juicios por ejecución fiscal por falta de pago del ABL al GCBA contra el Estado Nacional; la biblioteca fue declarada en noviembre de 2019 Monumento Histórico Nacional por su valor histórico, cultural y arquitectónico (este logro permitirá iniciar gestiones para solicitar excención de pago de ABL); por primera vez se inició un expediente para contratación anual del personal docente de la Escuela Nacional de Bibliotecarios, entre otras cuestiones.
El 7 de enero del 2020, Barber renuncia a la Dirección de la Biblioteca Nacional al enterarse por los diarios que el ministro de Cultura de la gestión de Gobierno ingresante ya tenía el nombre del nuevo director. Previamente intenta, sin suerte, solicitar una audiencia con el ministro.  Finalmente fue designado Juan Sasturain, no sin antes abrirse la discusión de por qué la Biblioteca Nacional no debe ser dirigida por un Bibliotecario. Un mes más tarde, Horacio González se pronunció a favor de la designación de Sasturain de la siguiente manera: "Creo que con su dirección la Biblioteca va a poder recrearse del mundo macrista que tuvo dos expresiones muy oscuras. Una es la de Alberto Manguel y otra la de la señora que lo siguió en la dirección, Elsa Barber".

#### Directora del Instituto de Investigaciones Bibliotecológicas (2015-2024)
A finales de 2014 Elsa Barber concursó y ganó el cargo de Directora del Instituto de Investigaciones Bibliotecológicas (INIBI) de la Facultad de Filosofía y Letras de la UBA. En su decisión pesó el hecho de que pensaba que a fines del 2015 finalizaba su gestión en la Biblioteca Nacional, de modo que le interesaba finalizar su carrera en el ámbito académico.
Durante el año 2015 la gestión de Barber realizó una convocatoria amplia para que los docentes y estudiantes de la carrera propongan proyectos de investigación debido a que desde la Secretaría de Investigación de la Facultad  se estaban promocionando los Proyectos de Reconocimiento Institucional. Esta iniciativa dio como resultado que se presentaron alrededor de once proyectos cuyos estados de avance se expusieron en una jornadas hacia fines del 2015. Posteriormente, se realizan las Jornadas hacia fines de 2017 donde se presentaron los informes finales.
En el año 2017, Barber fue convocado por la Universidad Autónoma de Entre Ríos para dirigir el Observatorio de Investigación: Pasado, presente y futuro de la Bibliotecología en la Provincia de Entre Ríos.
Se dio continuidad a la revista Información, Cultura & Sociedad durante todos estos años y a partir de agosto de 2020, las Charlas del INIBI que eran presenciales se realizan en modalidad virtual con mucho éxito, continuados en 2021 y 2022.  En las mismas participan investigadores del instituto, docentes del Departamento de Bibliotecología y Ciencia de la Información, investigadores de otras universidades nacionales del país, graduados que se encuentran en el exterior desarrollando su actividad profesional, investigadores del exterior. Para poder llevar adelante esta actividad se contó con el apoyo de la Secretaría General, la Secretaría de Investigación de la Facultad, el Centro Cultural Universitario Paco Urondo y obviamente personal del INIBI y los expositores que nutren las charlas. Hoy se cuenta con el canal de Youtube del INIBI.
El instituto participó de la creación en 2015 de los encuentros de directivos y autoridades de las escuelas de bibliotecología denominadas Jornadas de Docentes e Investigadores Universitarios en Ciencia de la Información (DUCI), que siguen realizándose cada dos años.
Se incentivó la investigación, con las dificultades que ello implica por la escasa cantidad de dedicaciones exclusivas y semiexclusivas que posee el Departamento de Bibliotecología y Ciencia de la Información, y durante 2020 se presentaron a la convocatoria de Proyectos FILO-CyT, cuatro proyectos de investigación de la disciplina que están en etapa de evaluación.
Continúo al frente de la dirección de manera ad honorem hasta el 31 de marzo de 2024. A modo de despedida, el día 3 de abril de 2024 transmitió desde la cuenta del Instituto de Investigaciones Bibliotecológicas las siguientes palabras por correo electrónico a la comunidad:
Estimados colegas,
Hace varios meses recibí el beneficio de la jubilación y he continuado como Directora del Instituto de Investigaciones Bibliotecológicas (INIBI) ad honorem por diferentes motivos hasta que hoy es un hecho el llamado a concurso del mismo y he decidido concluir esta etapa.

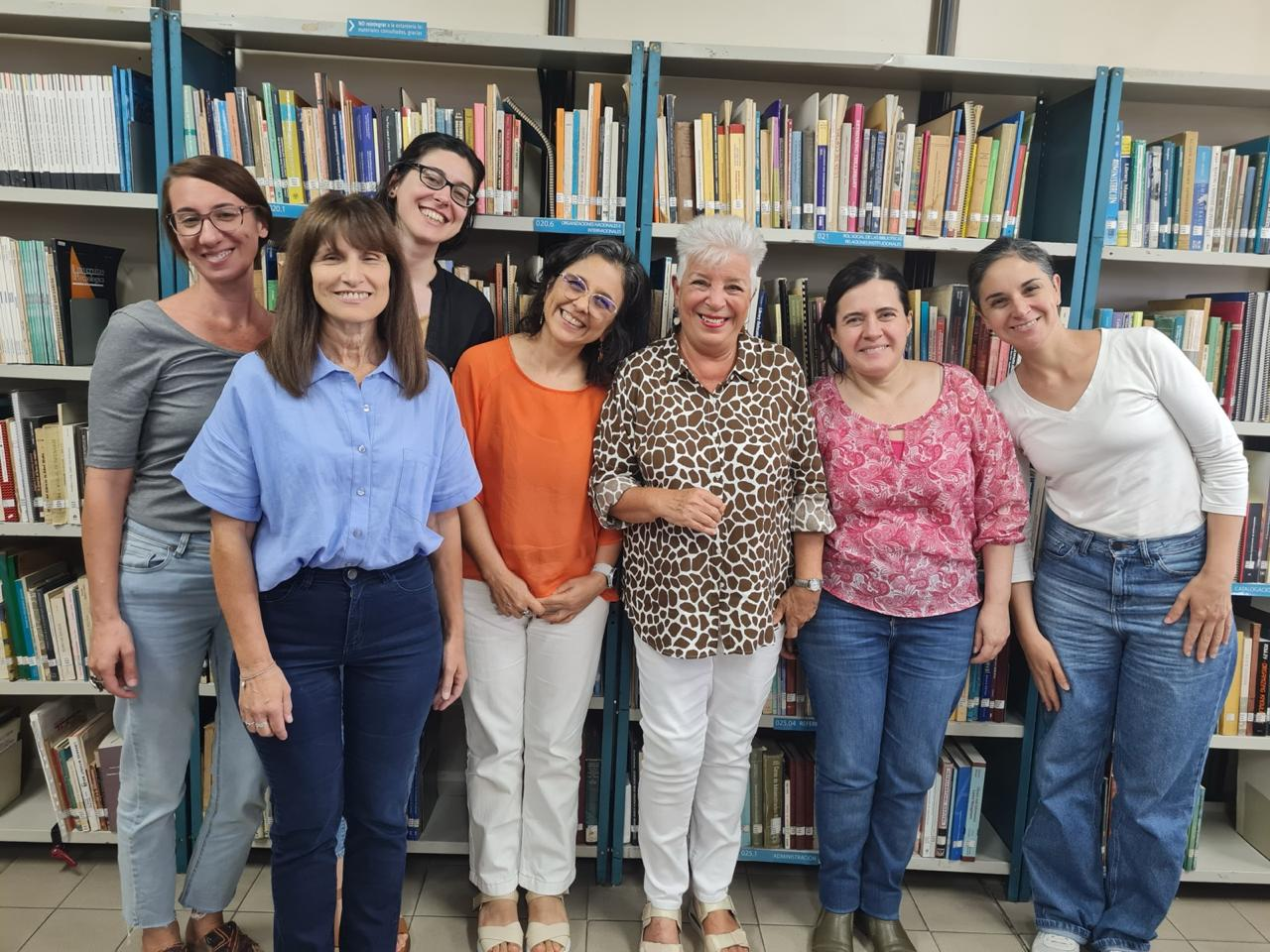
Gestión del Instituto de Investigaciones Bibliotecológicas (INIBI-FFyL-UBA) periodo 2015-2024.

Me despido de ustedes luego de casi 50 años de haber dedicado mi vida a esta profesión que, sin duda, volvería a elegir. Tuve posibilidades extraordinarias, todas se las debo a mi formación en la UBA, de modo que les deseo lo mismo a ustedes ante los nuevos paradigmas que presenta nuestra disciplina. La carrera me dio más de lo que yo esperaba. Me siento afortunada por lo que viví. Disfruté mucho crecer, madurar, soy tímida aunque no parezca y me permitió expresarme, comunicarme y conocer muchos colegas e intelectuales extraordinarios del país y del mundo que me ayudaron en este camino.
En el ámbito académico, profesional y de la investigación me acompañaron excelentes colegas, algunos ya no están y otros son ustedes que darán continuidad a esta disciplina que tantos desafíos presenta.
Les deseo lo mejor en su vida tanto personal como profesional / académica. Seguramente extrañaré pero tengo proyectos interesantes y un mundo nuevo por descubrir.
Abrazo enorme para todos y hasta pronto.
Elsa Esperanza Barber.

## Investigación
Desde 1995 dirige proyectos de investigación en el ámbito de la Secretaría de Ciencia y Técnica del Rectorado de la UBA, conocidos como Proyectos UBACYT. Los temas estudiados fueron en torno a los procesos de automatización de las bibliotecas universitarias argentinas, primero para el ámbito de Capital Federal y Área Metropolitana; luego se aplicó esa metodología a las bibliotecas de acceso público; posteriormente se estudiaron los catálogos en línea de acceso público en el Mercosur; se amplió la temática a Latinoamérica; y así hasta el proyecto actual “Los MOOCs y el uso de LOD en relación con las bibliotecas universitarias de la Ciudad Autónoma de Buenos Aires y Area Metropolitana”. También dirigió dos Proyectos de Reconocimiento Institucional sobre la temática de AACR2 y RDA: cambios en el estándar internacional de catalogación y proyectos en universidades extranjeras.
Obtuvo un Premio a la Producción Científica y Tecnológica de la Universidad de Buenos Aries y al año siguiente una Medalla otorgada por la UBA como premio al mejor proyecto de investigación en la EXPOCYTUBA´95 y ese mismo año nuevamente el Premio a la Producción Científica y Tecnológica de la Universidad de Buenos Aries. También el Premio 2007 ASIST SIG III International Paper Contest “Joining Research and Practice: Social Computing and Information Science” otorgado por la American Society for Information Science & Technology (ASIST) por el trabajo User Interface of Web Opacs in Mercosur Member and Associate Countries.

## Publicaciones
1. Libros, capítulos de libros
- Barber, Elsa. Panorama de la enseñanza y la investigación en el área de Bibliotecología y Ciencia de la  Información en las escuelas universitarias argentinas.  En: Reunión de Investigadores y Educadores de Iberoamérica y del Caribe en el área de la Bibliotecología y Ciencia de la Información. México, UNAM, Centro Universitario de Investigaciones Bibliotecológicas, 1996.
- Barber, Elsa, Nicolas Tripaldi, Silvia Pisano y Valeria Werner.  Procesos de automatización de las bibliotecas universitarias argentinas: Capital Federal y Gran Buenos Aires, Buenos Aires: GREBYD, 1999.
- Barber, Elsa, Nicolas Tripaldi y Silvia Pisano. El Control Bibliográfico Nacional en Argentina: Observaciones sobre la Situación Actual y Perspectivas al Tercer Milenio.  En: Control Bibliográfico Universal. El Control Bibliográfico en América Latina y el Caribe hacia el tercer milenio. México, D.F.: UNAM, 1999.
- Barber, Elsa, Nicolas Tripaldi, Silvia Pisano. Los tiempos y los contratiempos de la automatización bibliotecaria en las universidades argentinas: clave de investigación, Buenos Aires: GREBYD, 2003.
- Barber, Elsa. La enseñanza de la Bibliotecología y Ciencia de la Información: Situación en las universidades argentinas,. Seminario: INFOBILA como apoyo a la Investigación y Educación en Bibliotecología en América Latina y el Caribe: Memoria, 16, 17 y 18 de marzo de 2005. Compilado por Filiberto Felipe Martínez Arellano y Juan José Calva González, México: UNAM, Centro Universitario de Investigaciones Bibliotecológicas, 2005.
- Barber, Elsa, Silvia Pisano, Sandra Romagnoli, Verónica Parsiale, Gabriela De Pedro, Carolina Gregui. Los catálogos en línea de acceso público disponibles en entorno web en Argentina y Brasil: diagnóstico de situación. En La interdisciplinariedad y la transdisciplinariedad en la organización del conocimiento científico = Interdisciplinarity and transdisciplinarity in the organization of scientific knowledge: Actas del VIII Congreso ISKO- España, León 18, 19 y 20 de Abril de 2007. León: Universidad de León, Secretariado de Publicaciones, 2007.
- Barber, Elsa y Silvia Pisano. La formación del profesional de Bibliotecología y Ciencia de la Información en el área de Procesamiento de la Información en la Universidad de Buenos Aires, Argentina, En Segundo Encuentro Internacional de Catalogación: Tendencias en    la teoría y práctica de la catalogación bibliográfica (ed. Filiberto F. Martinez Arellano, y Ariel A. Rodríguez García). México: Centro Universitario de Investigaciones Bibliotecológicas (CUIB), UNAM, 2007.
- Barber, Elsa, Silvia Pisano, Sandra Romagnoli, Verónica Parsiale, Gabriela de Pedro y Carolina Gregui. Los catálogos en línea de acceso público del Mercosur como soporte a la innovación,. En XII Seminario Latino – Iberoamericano de Gestión Tecnológica – ALTEC 2007 realizado en Buenos Aires, 26-28 de Septiembre 2007.
- Barber, Elsa y Silvia Pisano. La formación profesional en el área de organización de la  información en el Mercosur (1996-2007), En III Encuentro Internacional de Catalogadores: Tendencias  actuales en la organización de la información: 28-30 de Noviembre de 2007.Buenos Aires: Biblioteca Nacional de la República Argentina, 2008.
- Barber, Elsa, Silvia Pisano, Sandra Romagnoli, Verónica Parsiale, Gabriela de Pedro, Carolina Gregui.  La recuperación de la información bibliográfica en los catálogos en línea de acceso público del Mercosur. En III Encuentro Internacional de Catalogadores: Tendencias actuales en la organización de la información: 28-30 de Noviembre de 2007. Buenos Aires: Biblioteca Nacional de la República Argentina, 2008.
- Barber, Elsa, comp. Aportes preliminares para el estudio de la Bibliotecología y Ciencia de la Información, Buenos Aires: Editorial de la Facultad de Filosofía y Letras, Universidad de Buenos Aires, 2010.
- Barber, Elsa. La enseñanza de la Bibliotecología en el Mercosur y en la Argentina. En E. Barber (Comp.). Aportes preliminares para el estudio de la Bibliotecología y Ciencia de     la Información. Buenos Aires: Editorial de la Facultad de Filosofía y Letras. Universidad de Buenos Aires, 2010.
- Barber, Elsa. Organización y tratamiento de la Información, En E. Barber (Comp.). Aportes preliminares para el estudio de la Bibliotecología y Ciencia de la Información. Buenos    Aires: Editorial de la Facultad de Filosofía y Letras. Universidad de Buenos Aires, 2010.
- Barber, Elsa, comp. Biblioteca Nacional Argentina: Proyectos 2007-2011, En VII Encuentro Internacional y III Nacional de Catalogadores “Estandares y procedimientos para la organización de la informacion”, Buenos Aires, Biblioteca Nacional de la República Argentina, Buenos Aires, 23 al 25 de Noviembre de 2011.
- El futuro del control bibliográfico: tendencias a partir de la Reunión Satélite sobre RDA en la 77ma Conferencia de IFLA, Elsa Barber. En VII Encuentro Internacional y III Nacional de Catalogadores “Estándares y procedimientos para la organización de la información”, compilado por Elsa Barber con la colaboración de Carolina Gregui y Silvia Pisano. Buenos   Aires, Biblioteca Nacional de la República Argentina, 23 al 25 de Noviembre de 2011.
- Barber, Elsa, Silvia Pisano, Sandra   Romagnoli, Verónica Parsiale, Gabriela de Pedro, Carolina Gregui, y Nancy Blanco.  OPACs Web latinoamericanos: Análisis y clasificación de las funcionalidades de la interface de usuario mediante métodos cuantitativos, En F.F. Martínez Arellano (Coord.), V Encuentro de Catalogación y Metadatos, México: UNAM, Centro Universitario de Investigaciones Bibliotecológicas. 2011.
- Barber, Elsa, Silvia Pisano, Sandra Romagnoli, Verónica Parsiale, Gabriela de Pedro, Carolina Gregui, Nancy Blanco. Management Systems of User Interfaces Functionalities in Latin-American Web OPACs, En E. Currás, & N. Lloret Romero (Eds.), Systems Science and Collaborative Information Systems: Theories, Practices and New Research. Hershey, PA: Information Science Reference, 2012.
- Elsa Barber, Silvia Pisano, Sandra Romagnoli, Verónica Parsiale, Gabriela de Pedro, Carolina Gregui, y Nancy Blanco. ILS     vs DBMS in Latin American Web OPACs: Discriminant Analysis Applied to User Interface, En J. Lau, A. Tammaro, & T. Bothma (Eds.), Libraries Driving Access to Knowledge (IFLA Publications, Vol. 151). Germany: De Gruyter Saur. 2012.
- Barber, Elsa, Silvia Pisano, Sandra Romagnoli, Verónica Parsiale, Gabriela de Pedro, Carolina Gregui y Nancy Blanco. Quantitative approach applied to user interface of Latin American Web OPACs, En J. Tramullas, & P. Garrido (Eds.), Library Automation and OPAC 2.0: Information Access and Services in the 2.0 Landscape. Hershey, PA: IGI Global, 2013.
- Barber, Elsa. Nuevas interfaces de acceso a la información en la Biblioteca Nacional Mariano Moreno, En IV Encuentro Nacional de Catalogadores Tendencias en la Organización y Tratamiento de la Información, compilado por Elsa Barber, con la colaboración de Carolina           Gregui y Silvia Pisano. Buenos Aires, Biblioteca Nacional Mariano Moreno, 23 al 25 de Octubre de 2013.
- Barber, Elsa.  II Encuentro de directores de los cursos superiores de bibliotecología del Mercosur y I encuentro de docentes de bibliotecología y ciencia de la información del MERCOSUR. En M.L. Pomim Valentim, M.E. Fonseca Rodriguez y O.F. de Almeida Junior (Orgs.), Estudos sobre a formacao do profissional da informacao no Brasil e no Mercosul. Marilia: FUNDEPE Editora; Sao Paulo, ABECIN, 2014.
- Barber, Elsa y Silvia Pisano. Maestría en Bibliotecología y Ciencia de la Información. En X Encuentro de Directores y IX de Docentes de Escuelas de Bibliotecología y Ciencia de la Información del Mercosur "La cooperación y el compromiso en la formación profesional", realizado en Buenos Aires, del 1 al 3 de Octubre de 2014. Buenos Aires: Biblioteca Nacional, 2015.
- Salta, Gerardo y Elsa Barber. Acciones de la Biblioteca Nacional Mariano Moreno de la República Argentina (BNMM) en relación a RDA: 2012-2017, En Filiberto Felipe Martínez Arellano, Silvia Mónica Salgado Ruelas, Patricia De la Rosa (Autores), Organización de la información con RDA: su presencia en los catálogos de bibliotecas de América Latina. México, D.F.: Universidad Autónoma de México, Instituto de Investigaciones Bibliotecológicas y de la Información, 2020.

2. Revistas: índices, artículos
- GREBYD / noticias. Vol. 1, Nro. 1 (enero 1990)- Boletín del Grupo de Estudios en Bibliotecología y Documentación, Buenos Aires: GREBYD, 1990 - 2002. Nro. 0 de presentación (dic. 1989). Publicación mensual. Registro Nacional de la Propiedad Intelectual Nro. 208.437, 1990-2002.
- Barber, Elsa, Nicolas Tripaldi, Silvia Pisano y Valeria Werner. “La automatización de las bibliotecas universitarias argentinas: proyectos y perfiles de implementación”, Información, Cultura y Sociedad, n°. 1 (1999): 11-26.
- Barber, Elsa, Nicolas Tripaldi, Silvia Pisano, Valeria Werner, Sofía D´Alessandro, Verónica Parsiale y Sandra Romagnoli.  “Argentine academic libraries automation an outline of a transition process”. Program. 33, n° 4 (1999): 347-353
- Barber, Elsa, Nicolas Tripaldi, Silvia Pisano, Valeria Werner, Sofía D’Alessandro, Verónica Parsiale y Sandra Romagnoli. “Factores incidentes en los resultados de la automatización bibliotecaria: una indagación sobre experiencias de países en desarrollo”. Información, Cultura y Sociedad. n° 3 (2000): 47-60.
- Barber, Elsa, Nicolas  Tripaldi, Silvia Pisano, Valeria Werner, Sofía D’Alessandro, Sandra Romagnoli, Verónica Parsiale, Carolina Gregui y Gabriela de Pedro. “Bibliotecas públicas, sociedad de la información y tecnología: una comunicación sobre los aspectos teórico-metodológicos de una investigación en curso”. Encontros Bibli, revista electrónica del Departamento de Ciencia de la Informaçao da Universidade Federal de Santa Catarina, Florianópolis, Brasil (2001)
- Barber,  Elsa, Nicolas Tripaldi, Silvia Pisano, Valeria Werner, Sofía D´Alessandro, Sandra Romagnoli, Verónica Parsiale, Gabriela de Pedro y Carolina Gregui.. “Los servicios de las bibliotecas públicas argentinas en entorno automatizado: aspectos teórico-metodológicos del Proyecto UBACYT F040”. Información, Cultura y Sociedad, n° 6 (2002): 84-92.
- Barber, Elsa, Nicolas Tripaldi, y Silvia Pisano. “Facts, approaches and reflections on the Classification in the History of Argentine  Librarianship”. Cataloging and Classification Quarterly.  35, n° 1/2 (2002): 79-105
- Barber, Elsa, Nicolas Tripaldi, Silvia Pisano, Sofía D´Alessandro, Sandra Romagnoli, Verónica Parsiale, Gabriela de Pedro, y Carolina Gregui. “Los servicios de las bibliotecas públicas en la era de la información: el panorama internacional y la situación en Buenos Aires (Argentina)”. Encontros Bibli: revista electrónica del Departamento de Ciencia de la Informaçao da Universidade Federal de Santa Catarina, Florianópolis, n°17 (2004)
- Barber, Elsa. “La educación en Bibliotecología y Ciencia de la Información ante el desafío de la sociedad de la información”.  Información, Cultura y Sociedad. n° 4 (2004): 9-25.
- Barber, Elsa, Nicolas Tripaldi, Silvia Pisano, Sofía D´Alessandro, Sandra Romagnoli, Verónica Parsiale, Gabriela de Pedro, y Carolina Gregui.  “La automatización y los servicios de las bibliotecas de acceso público de la Ciudad Autónoma de Buenos Aires y sus alrededores en el marco de la sociedad de la información”.             Información, Cultura y Sociedad, n° 11 (2004): 9-56.
- Barber, Elsa. “Los estudios de Bibliotecología y Ciencia de la Información en las universidades argentinas” Referencias. 9, n° 1 (2004): 12-16.
- Barber, Elsa, Silvia Pisano, Carolina Gregui, Gabriela de Pedro, Sofía D´Alessandro, Sandra Romagnoli, y Verónica Parsiale.  Los catálogos en línea de acceso público del Mercosur disponibles en entorno web: características del Proyecto UBACYT F 054. Información, Cultura y Sociedad, n° 12 (2005): 75-84.
- Barber, Elsa, Silvia Pisano, Sofía D  ´Alessandro, Sandra Romagnoli, Verónica Parsiale, Gabriela de Pedro, y Carolina Gregui. “Information society and information technology: the situation of the public libraries in Buenos Aires city and surrounding areas, Argentina” International Information and Library Review, n° 38 (2006): 1-14.
- Barber, Elsa y Silvia Pisano. “The teaching of information processing in the University of Buenos Aires, Argentina”. Cataloging & Classification Quarterly. 41, n° 3-4 (2006): 335-351.
- Barber, Elsa, Silvia Pisano, Sandra Romagnoli, Verónica Parsiale, Gabriela de Pedro, y Carolina Gregui. “Los catálogos en línea de acceso público en las bibliotecas jurídicas argentinas”. Encontros Bibli: revista electrónica del Departamento de Ciencia de la Informacao da Universidade Federal de Santa Catarina, Florianópolis, Brasil, n° 22 (2006).
- Barber Elsa, Silvia Pisano, Sandra Romagnoli, Verónica Parsiale, Gabriela de Pedro y Carolina Gregui.  “Los catálogos en línea de acceso público en las bibliotecas universitarias de los países del Mercosur”. Espacios de crítica y producción, n° 34 (2007): 12-21.
- Barber, Elsa. “Los catálogos en línea de acceso público disponibles en entorno web: situación en el Mercosur”. Revista La Biblioteca, n° 6 (2007): 350-360.
- Elsa Barber, Silvia     Pisano, Sandra Romagnoli, Verónica Parsiale, Gabriela de Pedro, y Carolina Gregui. “User inferface of web OPACs in Mercosur member and associate countries”. The American Society for Information Science & Technology (ASIS&T), International Information Issues Special Interest Group (SIG-III): 2007 Annual Meeting, “Joining Research and Practice: Social Computing and Information Science” realizado en    Milwaukee, Wisconsin, USA, 18-25 de Octubre 2007.
- Barber, Elsa, Silvia Pisano, Sandra Romagnoli, Verónica Parsiale, Gabriela de Pedro, y Carolina Gregui. “Los catálogos en línea de acceso público del Mercosur disponibles en entorno Web”.  Información, Cultura y Sociedad, n°18, (2008): 37-55.
- Barber, Elsa, Silvia Pisano, Sandra Romagnoli, Verónica Parsiale, Gabriela de Pedro, y Carolina Gregui. “Los catálogos en línea de acceso público en las bibliotecas agropecuarias del Mercosur”. Espacios de crítica y producción, n° 38 (2008): 86-95.
- Barber, Elsa. “Perspectivas del control de autoridades en la Biblioteca Nacional de Argentina: pasado, presente y futuro”. Revista La Biblioteca, n° 7 (2008): 434-446.
- Barber, Elsa, y Silvia Pisano. “Metodología de la enseñanza en el área de la Bibliotecología y Ciencia de la Información”. Espacios de crítica y producción, n° 46 (2011): 102-118.
- Barber, Elsa, Silvia Pisano, Sandra Romagnoli, Verónica Parsiale, Gabriela de Pedro, Carolina Gregui, Nancy Blanco, y María Rosa Mostaccio. “Las funcionalidades Web 2.0 en la interface de usuario de los OPACs Web de Latinoamérica” 2ª. Jornadas de Intercambios y Reflexiones acerca de la Investigación en Bibliotecología, La Plata, 27-28 de   Octubre de 2011. La Plata: Facultad de Humanidades y Ciencias de la Educación de la Universidad Nacional de La Plata, 2011.
- Barber, Elsa. Integrante de Panel de Cierre en su calidad de Directora del Instituto de Investigaciones Bibliotecológicas, INIBI de la Facultad de Filosofía y Letras de la UBA. En: 4tas.Jornadas de Intercambio y Reflexión acerca de la Investigación en Bibliotecología, realizadas en la Facultad de Humanidades y Ciencias de la Educación de la Universidad Nacional de La Plata, los días 29 y 30 de Octubre de 2015.
- Barber, Elsa, Silvia Pisano, Sandra Romagnoli, Verónica Parsiale, Gabriela de Pedro, Carolina Gregui, Nancy Blanco, y María Rosa Mostaccio. “Aplicación de Linked Open Data para la realización de un modelo conceptual que permita diseñar un mapa de las investigaciones académicas y científicas de la Argentina”. Información, Cultura y Sociedad, n° 33 (2015): 89-96.
- Barber, Elsa y Gerardo Salta.  Aproximaciones e intervenciones de la Biblioteca Nacional Mariano Moreno de la República Argentina con respecto a RDA: 2012-2017. Información, Cultura y Sociedad. n°37 (2017): 41-58.
- Barber, Elsa, Silvia Pisano, Sandra Romagnoli, Gabriela de Pedro, Carolina Gregui, Nancy Blanco, y María Rosa Mostaccio. Metodologías para el diseño de ontologías Web. Información, cultura y sociedad, n° 39 (2018): 13-36.
- Barber, Elsa, Silvia Pisano, Sandra Romagnoli, Gabriela de Pedro, Carolina Gregui, y Nancy Blanco. Fundamentos lógicos de las ontologías Web.  Información, Cultura y Sociedad, n° 41 (2019): 81-100.

## Premios
- Medalla al mejor alumno de la Carrera de Bibliotecología de la Universidad de Buenos Aires otorgada por la Asociación de Bibliotecarios Graduados de la República Argentina (año 1975).
- Premio a la Producción Científica y Tecnológica y medalla otorgada por la Universidad de Buenos Aires como mejor proyecto de investigación en la EXPOCYTUBA (año 1995).[37]
- Distinguida visitante del Partido de Campana (año 2012).[38]
- Personalidad Destacada de la Cultura (año 2018). Premio otorgado por El Concejo Deliberante de Villa Cañás[39]
- Distinguida visitante de Rosario (año 2019).[40]

## Participación en política
Durante las elecciones primarias de 2023 fue precandidata suplente no. 9 al Parlamento del Mercosur dentro de la lista encabezada por el actor Luis Brandoni, perteneciente al bloque que presidía Patricia Bullrich en el Frente Juntos por el cambioSu candidatura no continúo al momento de las elecciones nacionales de octubre del mismo año.